# Poison (Alice-Cooper-Lied)
Poison ist ein Lied von Alice Cooper aus dem Jahr 1989, das von ihm, Desmond Child und John McCurry, von dem das ungewöhnliche Intro stammt, geschrieben wurde. Es erschien auf dem Album Trash und wurde auch von Desmond Child produziert. Es war der erste Hit, den Cooper seit dem Ende 1970er Jahre verzeichnen konnte.

## Geschichte
Der Text des Liedes ist als ambivalentes Liebeslied zu verstehen. Poison ist auch den Musikrichtungen Hard Rock und Glam Metal zuzuordnen. Die Veröffentlichung war am 17. Juli 1989.
In einer Werbung zum VW Passat B7, ebenso in den Videospielen Rock Band und Guitar Hero: Warriors of Rock, fand das Lied Verwendung. Dem Originaltitel folgten zahlreiche Coverversionen. Das bis heute erfolgreichste Cover wurde im Jahr 2003 von Deutschlands erfolgreichstem Dance-Act Groove Coverage veröffentlicht. Die Version der Band platzierte sich in Deutschland auf Platz sieben und in den österreichischen Charts auf Platz drei. Auch eine Chartplatzierung in Großbritannien wurde verzeichnet. Allein in Österreich war das Cover für 22 Wochen in den Charts vertreten.

## Musikvideo
In der Handlung des Musikvideos ist Alice Cooper angekettet und singt während eine gespenstisch aussehende Frau ihn behelligt. Von diesem Video gibt es zwei Versionen: Die unzensierte und die zensierte Fassung, da das Original aufgrund von Nacktszenen seitens der Frau zu anstößig war. Heutzutage wird die zensierte Version in VH1’s Classic’s Metal Mania abgespielt.

## Kommerzieller Erfolg

### Chartplatzierungen
| ChartsChartplatzierungen       | Höchstplatzierung | Wochen |
| ------------------------------ | ----------------- | ------ |
| Deutschland (GfK)              | 25 (18 Wo.)       | 18     |
| Schweiz (IFPI)                 | 13 (18 Wo.)       | 18     |
| Vereinigte Staaten (Billboard) | 7 (19 Wo.)        | 19     |
| Vereinigtes Königreich (OCC)   | 2 (11 Wo.)        | 11     |

| ChartsJahrescharts (1989)      | Platzierung |
| ------------------------------ | ----------- |
| Vereinigte Staaten (Billboard) | 91          |

### Auszeichnungen für Musikverkäufe
| Land/Region                  | Auszeichnungen für Musikverkäufe (Land/Region, Auszeichnung, Verkäufe) | Verkäufe  |
| ---------------------------- | ---------------------------------------------------------------------- | --------- |
| Australien (ARIA)            | Platin                                                                 | 70.000    |
| Dänemark (IFPI)              | Platin                                                                 | 90.000    |
| Deutschland (BVMI)           | Gold                                                                   | 250.000   |
| Kanada (MC)                  | Gold                                                                   | 50.000    |
| Schweden (IFPI)              | Gold                                                                   | 25.000    |
| Vereinigte Staaten (RIAA)    | Gold                                                                   | 500.000   |
| Vereinigtes Königreich (BPI) | Platin                                                                 | 600.000   |
| Insgesamt                    | 4× Gold · 3× Platin ·                                                  | 1.585.000 |

## Coverversionen
- 1993: The Vandals
- 2003: Groove Coverage
- 2007: Hayseed Dixie
- 2007: Husky Rescue
- 2007: Tarja Turunen
- 2009: Baracuda (Where is the Love)
- 2010: DJ Gollum
- 2023: Powerwolf